# Suren Spandarian
Suren Spandarian (orm. Սուրեն Սպանդարի Սպանդարյան ros. Сурен Спандарович Спандаря́н, ur. 15 grudnia 1882 w Tbilisi, zm. 24 września 1916 w Krasnojarsku) – ormiański rewolucjonista, bolszewik.
Syn zamożnego armeńskiego wydawcy, 1901 wstąpił do SDPRR, po rozłamie w partii związany z frakcją bolszewików. 1906 wraz ze Stepanem Szaumianem i Iosifem Dżugaszwilim założył i redagował gazetę "Bakinskij Proletarij", od 30 stycznia 1912 do 1913 był członkiem KC SDPRR(b) i Rosyjskiego Biura KC SDPRR(b). W marcu 1912 aresztowany i skazany na dożywotnie zesłanie na Syberię. Na zesłaniu wielokrotnie spotykał się ze Stalinem, którego był wówczas najlepszym przyjacielem. W 1916 zachorował na gruźlicę i na serce; wkrótce zmarł.
W czasach ZSRR jego imieniem nazwano ulicę w Krasnojarsku.